# Hadrien France-Lanord
Hadrien France-Lanord, né en 1976, est un professeur agrégé de philosophie, principalement connu pour un ouvrage sur le dialogue entre Martin Heidegger et Paul Celan, ainsi que pour sa participation à la controverse déclenchée par Peter Trawny à propos des Cahiers noirs de Heidegger. Ancrés dans la phénoménologie, ses travaux s’intéressent aux questions à la fois éthiques et esthétiques, et de manière générale aux ponts qui s’établissent entre la philosophie et la poésie considérée dans un sens large qui comprend tous les arts.

## Parcours
Élève de François Fédier en khâgne, il a aussi étudié auprès de Didier Franck à l'université de Paris X-Nanterre et de Friedrich-Wilhelm von Herrmann à l'université de Fribourg-en-Brisgau. Il enseigne la philosophie en classes d'hypokhâgne et de khâgne au lycée Jeanne-d'Arc de Rouen. Il est aussi membre de l'équipe Identité et Subjectivité de l'université de Caen-Normandie.

## Œuvre

### Paul Celan et Martin Heidegger. Le sens d’un dialogue
Hadrien France-Lanord publie en 2004 un ouvrage consacré aux relations entre Paul Celan et Martin Heidegger, qui met en lumière l'importance de leur dialogue « dans une vraie égalité et à partir de leur différence au sein du même », selon le propos de l'auteur rapporté par Le Figaro, tout en éclairant la visite de 1967 du poète au philosophe à la lumière de documents remontant jusqu'au début des années cinquante,,. La publication est saluée par George Steiner avec des nuances : tout en relevant que France-Lanord est un des premiers chercheurs à analyser les annotations par Celan des livres de Heidegger, qu'il met correctement en valeur la communauté de pensée entre Heidegger et Celan sur la « nomination » et le « dévoilement », ainsi que sur la valeur du silence, et qu'il a raison de considérer que Celan n'était pas assez naïf pour s'attendre à des aveux de Heidegger sur le nazisme, il estime que France-Lanord fait partie de la « garde prétorienne française » du philosophe, qu'il fait un « recours biaisé » à certaines sources et conclut : « beaucoup de choses intéressantes [dans le livre de France-Lanord] mais caveat emptor ». Patrick Kéchichian dans Le Monde estime qu'avec « tous les documents qu'il contient, l'essai probe et informé d'Hadrien France-Lanord [...] permet, loin de la polémique malveillante, de mesurer les enjeux humains et spirituels » du dialogue entre Heidegger et Celan. Sophie Deltin, dans la Revue des deux mondes estime qu'il s'agit d'un « essai admirable tant par la rigueur que par la densité de son analyse », tandis que la revue Histoires littéraires évoque un « questionnement clair, pertinent, stimulant ». David Nowell Smith estime l'ouvrage profond et exhaustif, tandis que James Lyon le trouve « spéculatif et biographiquement incomplet » et que Leslie Hill estime qu'il est de parti-pris pro-heideggerien, deux appréciations que conteste Pajari Räsänen. Jean Bollack trouve que France-Lanord est « farouchement et fanatiquement partisan » et, qu'en donnant à la relation avec Heidegger un poids indu, il se livre à une « appropriation (ou annexion) [...] contre tous les témoignages », Denis Thouard déplore l'absence d'une interprétation du poème « Todtnauberg »,, alors que Manuel da Costa Pinto estime au contraire qu'il en fait une analyse « minutieuse », tandis qu'Anne Klüver estime que France-Lanord fait de ce poème une « interprétation sans imputation », laissant, selon les termes de l'auteur, « la priorité à la poésie s'agissant d'un poème ». Marc Crépon estime toutefois que France-Lanord « minimise au possible les réserves de Celan à propos de Heidegger, y compris sur l'approche heideggerienne du poétique ». France-Lanord est considéré par Jean Birnbaum après la publication de ce livre comme un représentant de la « jeune garde heideggerienne » qui ne doute pas que l’œuvre du philosophe est indemne de toute imprégnation nazie.
Il a publié en 2007 une traduction de « Fugue de mort » de Paul Celan dans l'anthologie Le livre des passeurs. De la Bible à Philip Roth, trois mille ans de littérature juive, publié par Armand Abécassis et Éliette Abécassis.

### «Comme le lierre…» Remarques sur le défaut de méditation de notre temps
En 2007, dans le contexte d'une polémique sur le nazisme de Heidegger contre le livre d'Emmanuel Faye Heidegger,l'introduction du nazisme dans la philosophie (Albin Michel, 2005), il contribue au recueil collectif Heidegger à plus forte raison, avec un texte sur la métaphysique et l'anthropologie des temps modernes où, selon Thierry Paquot dans la revue Esprit, il « démonte l’accusation d’eugénisme pointée contre Heidegger » par Faye, qu'il accuse par ailleurs d'ignorer « tout de l'allemand ». Pour Henri Meschonnic au contraire, dans Heidegger ou le national-essentialisme, la traduction de la Conférence de Brème de Heidegger, Die Gefar, par Hadrien France-Lanord "demanderait à être retraduite elle-même en français tant elle est incompréhensible, par ses néologismes".

### Heidegger, Aristote et Platon, Dialogue à trois voix
France-Lanord consacre en 2011 un ouvrage à ce qu'il appelle le « dialogue à trois voix » entre Heidegger, Platon et Aristote. Alain Panero estime qu'il y fait preuve « d'éloquence » et « d'un véritable talent de metteur en scène » pour faire partager son « enthousiasme », voire sa « dévotion », pour Heidegger et que « ce livre bref [...] se lit comme  une longue nouvelle [...], métamorphosant en suspense ce qui chez Heidegger reste en suspens [et] cultive un sens quasi hitchcockien de l'inattendu ». Francisco Gonzalez se montre en revanche plus critique, estimant qu'il n'y a dans ce dialogue qu'une seule voix, celle de Heidegger selon « l'écho de son fidèle interprète », auxquels il multiplie les reproches techniques sur l'interprétation des textes grecs.

### Dictionnaire Heidegger
Il dirige avec Philippe Arjakovsky et François Fédier la publication en 2013 du Dictionnaire Heidegger, qui compte plus de 600 articles dont il rédige une centaine, en particulier celui consacré à l'antisémitisme, où il affirme — ce qui est vrai à l'époque — qu'il n'y a « dans toute l’œuvre de Heidegger publiée à ce jour, pas une seule phrase antisémite »,. Cette publication coïncide toutefois avec le début de la publication des Cahiers noirs de Heidegger et la sortie en 2014 d'un livre de Peter Trawny, l'éditeur scientifique de ces derniers, qui relance la polémique sur l'antisémitisme de Heidegger,. En décembre 2013 et janvier 2014, France-Lanord, tout en précisant que dans les mêmes carnets Heidegger fustige le nazisme, l'antisémitisme, le judaïsme et le christianisme, parle d'un « moment d'ébranlement » et se déclare  « profondément affligé » des propos de Heidegger révélés par Trawny, dont, selon sa propre traduction, la « faculté de calcul et le marchandage » des Juifs, leur « don accentué pour la comptabilité », leur « tenace habileté à compter » ou leur « calcul vide ». Il juge ces propos, selon les sources, « profondément attristants », troublants, « choquants et intolérables », « choquant[s], parfois lamentable[s] », estime que son article sur l'antisémitisme de Heidegger demande un « long amendement », puis publie une tribune dans Le Monde où il déclare que « la découverte de ces propos dont plusieurs sont choquants, lamentables voire insupportables n'appelle aucune défense. En toute probité philologique, il faut encore attendre de lire le contexte dans lequel ils sont écrits, et il faut également tenir ensemble tous les aspects du problème ». Ces prises de position conduisent François Fédier à se démarquer de lui en estimant que France-Lanord « n'a pu se faire une idée exacte de ces textes et de leur signification en l'absence de leur contexte », voire qu'il a « dans un premier temps » compris certains passages à contre-sens, et qu'il n'estime par exemple pas comme ce dernier que l'expression monde juif [Judentum selon la traduction de Fédier] soit un « gros mot » et qu'il y a là un problème de génération. Nonobstant, France-Lanord publie en 2014, à l'occasion de la sortie d'une seconde édition du Dictionnaire Heidegger, une version remaniée de l'article « Antisémitisme », dans laquelle selon Étienne Pinat il « répond à l’accusation d’antisémitisme sans pour autant défendre Heidegger » et où il considère que « les propos de  Heidegger où des préjugés antisémites éculés se mêlent à une indigence de pensée doivent être interrogés avec gravité, mais ne peuvent pas sans indécente malhonnêteté être transformés en ce qu’ils ne sont pas : des propos discriminatoires motivés racialement ». En janvier 2015, il refuse de participer au colloque « Heidegger et "les juifs" », en estimant notamment que « dans son cadre surmédiatisé, il n’est guère possible de penser, il s’agit surtout d’afficher une position publique par rapport aux termes qui sont ceux de cette « affaire », termes dans lesquels je ne reconnais pas l’affaire de la pensée qui seule me concerne ».

### La couleur et la parole. Les chemins de Paul Cézanne et de Martin Heidegger
Hadrien France-Lanord consacre en 2018 un livre aux relations entre les œuvres de Paul Cézanne et de Heidegger, où il « fait apparaître deux esprits ouverts à l'appel des choses », selon Michel Grodent, et « démontre avec élégance », selon Mazarine Pingeot, que « la peinture de Cézanne pense, quand la langue philosophique de Heidegger poétise ». Tout en s'appuyant sur les textes de Heidegger consacrés à Cézanne, notamment les Chemins qui ne mènent nulle part, France-Lanord y « élargit l’approche heideggerienne en convoquant d’autres témoins de l’œuvre, l’artiste lui-même[...], les éminents critiques de l’œuvre, comme Rewald et Fry et accessoirement D.H. Lawrence ». Ce « brillant essai » est, pour La Provence, « une étude précise des tableaux de Cezanne passés au crible de textes nourris de l'exploration des grands domaines d'observation du monde ». Sur le site de la Société Paul Cezanne, Michel Guérin écrit que "il ne nous est en aucune façon imposée on ne sait quelle clef heideggerienne, faite pour ouvrir aux étourdis le monde de Cézanne. Le lecteur a même le sentiment que Cézanne est le motif principal de l’ouvrage. En tout état de cause, voilà un livre fort et dense, qui rend pleinement justice au peintre et au penseur…"

### Ouvrages

#### Monographies
- Paul Celan et Martin Heidegger. Le sens d’un dialogue, Paris, Fayard, 2004 (BNF 39132868).

- S'ouvrir en l'amitié, Paris, Éditions du Grand Est, 2010 (EAN 978-2-916885-09-4).

- Heidegger, Aristote et Platon, Dialogue à trois voix, Paris, Le Cerf, 2011 (BNF 42400906)
- La couleur et la parole. Les chemins de Paul Cézanne et de Martin Heidegger, Paris, Gallimard, 2018 (BNF 45488611).

- À l’écoute du moderne, pour vivre et penser aujourd’hui, Paris, Cerf, 2023.

#### Contributions
- « Préface », dans François Fédier, L'art en liberté : Aristote, Baudelaire, Proust, Flaubert, Cézanne, Kant, Matisse, Heidegger, Paris, Pocket, 2006 (BNF 40130735).
- « “Comme le lierre…” Remarques sur le défaut de méditation de notre temps », dans Heidegger à plus forte raison, Paris, Fayard, 2007 (BNF 40981945, lire en ligne).
- « Martin Heidegger et Sergiu Celibidache. Interprétation et subjectivité », dans Pascal David, Interprétation(s) : actes du colloque international inaugural, Brest, 14 au 16 février 2008, Rennes, Presses universitaires de Rennes, 2010 (BNF 42280020).
- « Paul Celan et Martin Heidegger », dans Alain Finkielkraut, L’interminable écriture de l’Extermination, Paris, Stock, 2010 (BNF 42272843).
- "Au commencement était l'émotion. Heidegger et Cézanne", entretien avec Fabien Ribery, L'Infini, n° 145, Paris, Gallimard, automne 2019, p. 112-124.

#### Traductions
- Martin Heidegger, La dévastation et l'attente : entretien sur le chemin de campagne, Paris, Gallimard, 2006 (BNF 40114730).Traduction avec Philippe Arjakovsky.
- Paul Celan, "Fugue de mort", dans Armand et Éliette Abécassis, Le livre des passeurs. De la Bible à Philip Roth, trois mille ans de littérature juive, Paris, Robert Laffont, 2007.
- Martin Heidegger, « Le péril », L'Infini, Gallimard, no 95,‎ été 2006, p. 21-65. Traduction, présentation et notes.
- Sergiu Celibidache, La musique n'est rien : textes et entretiens pour une phénoménologie de la musique, Arles, Actes Sud, 2012 (BNF 42673011). Collation et traduction avec Patrick Lang.

#### Direction scientifique
- La fête de la pensée. Hommage à François Fédier, Paris, Lettrages, 2001 (BNF 38950730).Textes rassemblés avec Fabrice Midal.
- Dictionnaire Heidegger : Vocabulaire polyphonique de sa pensée, Paris, Le Cerf, 2013 (BNF 43687902).Direction avec François Fédier et Philippe Arjakovsky ; rédaction d'une centaine d'articles.
- Dominique Fourcade, Improvisations et arrangements, Paris, POL, 2018 (BNF 45539443).Édition établie avec Caroline Andriot-Saillant.

### Articles
- « Martin Heidegger et la question de l'autre: I. Considérations préliminaires », Études heideggeriennes, no 20,‎ 2004 (JSTOR 45013943).
- « Martin Heidegger et la question de l'autre. II. Le partage de l'être », Études heideggeriennes, no 21,‎ 2005 (JSTOR 45014472).
- « Être – autrement plus – humain. Heidegger et la critique de la métaphysique, de l’anthropologisme, du racisme et du nazisme », Études heideggeriennes, no 23,‎ 2007 (JSTOR 45015611).
- « Martin Heidegger et la question de l’autre. III. Être soi ensemble. IV. Le souci mutuel. », Études heideggeriennes, no 27,‎ 2011 (JSTOR 45013285).
- « La pensée de Heidegger à l’épreuve des œuvres d’art », Cahiers de philosophie de l’université de Caen, no 55,‎ 2018 (DOI 10.4000/cpuc.292).
- « Libres résonances entre sculpture et phénoménologie : Martin Heidegger et Anthony Caro », Cahiers de philosophie de l’université de Caen, no 55,‎ 2018 (DOI 10.4000/cpuc.297).

### Vidéos
- Conférence sur Paul Cézanne: https://vimeo.com/337697353